# ザ・ヒットパレード (テレビ番組)
『ザ・ヒットパレード』 (The Hit Parade) とは、1959年6月17日から1970年3月31日までフジテレビ系列局で生放送された音楽番組である。

## 綱要
1959年、当時の渡辺プロダクション社長の渡辺晋とフジテレビディレクターだった椙山浩一（すぎやまこういち、後に作曲家）の主導で企画されて放送を開始。開局間もなかった後発テレビ局のフジテレビでは賄えないほどのスケールであったが、渡辺プロダクションが制作費を肩代わりすることで乗り切っていた。渡辺は自ら率いるコンボ・バンド、シックス・ジョーズで演奏者としても出演し番組を支えた。
人気ロカビリー歌手だったミッキー・カーチスや長沢純の総合司会により、毎週人気歌手が多数出演してステージを繰り広げていた番組で、テレビが茶の間に浸透するきっかけを作った。この他に、司会は当時デビューしたばかりのザ・ピーナッツが務め、初期には「踊る指揮者」ことスマイリー小原が率いるスマイリー小原とスカイライナーズも毎週レギュラー出演。彼らは一躍スターダムにのし上がった。またコンボ・バンドとしてザ・ピーナッツのバックを務めていた「ジャッキー吉川とブルー・コメッツ」にも注目が集まるようになり、後年のグループ・サウンズ・ブームのきっかけともなる。
以後の『ミュージックフェア』『夜のヒットスタジオ』に代表されるフジテレビの音楽番組史の基礎を築いた番組であり、1970年3月まで10年10か月にわたって続いた。椙山作曲のメロディを用いたオープニングテーマも有名になり、後に数々の替え歌が各所で作られたりした（後述）。
長きにわたって火曜19時枠前半で人気を上げていたが、月 - 木の日替わりバラエティ『夜のゴールデンショー』開始のため、1969年10月4日（TBS『8時だョ!全員集合』の開始した日）に土曜19時前半枠へ移動した。1970年1月6日には『エスカレーションクイズ「対決!1対10」』との枠交換で火曜21時前半枠へ移動するも、3月31日をもって終了。10年10か月の放送に幕を下ろした。
この番組で組まれたフジテレビと渡辺プロダクションの共同制作枠は、その後も『新春かくし芸大会』や『クイズ・ドレミファドン!』『ウチくる!?』などの人気番組を次々と生み出し、現在放送中の『なりゆき街道旅』に至るまで引き継がれている。
尚、この番組のカラー化は、フジテレビの番組の中でも最も早い方で、1967年4月4日放送分からカラー放送となっている。
番組が終了して7年後の1977年4月5日には、復活特番『ポップス20年〜ザ・ヒットパレード』を『火曜ワイドスペシャル』枠で放送。ハナ肇とクレージーキャッツ・平尾昌晃・坂本九・ミッキー・カーチス・スパーク3人娘（中尾ミエ・園まり・伊東ゆかり）・布施明・木の実ナナなど、かつての番組に関わった歌手が出演した。なおザ・ピーナッツは2年前の1975年4月に芸能界を引退したため、冒頭のタイトルコールは番組に残っている音声を使用した。

## 放送時間
| 放送期間                      | 放送時間（JST）    | 備考                                                     |
| ----------------------------- | ------------------ | -------------------------------------------------------- |
| 1959年6月17日 - 1962年3月28日 | 水曜 20:30 - 21:00 |                                                          |
| 1962年4月4日 - 1962年5月30日  | 水曜 20:00 - 20:30 |                                                          |
| 1962年6月5日 - 1969年9月30日  | 火曜 19:00 - 19:30 | この時期が最も長い                                       |
| 1969年10月4日 - 1970年1月3日  | 土曜 19:00 - 19:30 | 『夜のゴールデンショー』設置により移動                   |
| 1970年1月13日 - 1970年3月31日 | 火曜 21:00 - 21:30 | 『エスカレーションクイズ「対決!1対10」』との枠交換で移動 |
| 1977年4月5日                  | 火曜 20:00 - 21:24 | 『火曜ワイドスペシャル』で放送                           |

## 歴代司会者
- 初代：ミッキー・カーチス（1959年6月 - ?）
- 初代：ミッキー・カーチス・芳村真理（? - 1959年9月）
- 2代目：ミッキー・カーチス・坂井メイ子（当時フジテレビアナウンサー）（1959年10月 - 1961年3月）
- 3代目：ミッキー・カーチス・豊原ミツ子（当時フジテレビアナウンサー）（1961年4月 - 1961年9月）
- 4代目：長沢純・豊原ミツ子（1961年10月 - 1966年3月）
- 5代目：尾藤イサオ・豊原ミツ子（1966年4月 - 1967年3月）
- 6代目：尾藤イサオ・木の実ナナ（1967年4月 - 1968年9月）
- 6代目：木の実ナナ（単独）（1968年10月 - 1969年2月）
- 7代目：堺正章・梓みちよ（1969年2月 - 1969年9月）
- 8代目：布施明（単独）（1969年10月 - 1970年3月）

## 番組アラカルト
- 番組開始当時は一部を除き、スタッフから企画者、出演者、さらには当の椙山など若い20代のメンバーを中心とした新世代番組と言われた[6]。
- 初代スポンサーは、ラジオ通信という小規模の広告代理店を通して付いた当時名古屋市にあったベルマン化粧品（のちに倒産、再建後は大阪市へ移転）であった[7] が、同社がスポンサーを降りた1961年4月以降は、電通を通して新たにキヤノンや渡辺製菓[8]、ミツワ石鹸[9] がスポンサーに付き、後に江崎グリコが付いた（この頃にはザ・ピーナッツが開始時に「グリコ ザ・ヒットパレード」の掛け声を行っていた）。1969年頃にはコカコーラ・ボトラーズが提供[注釈 1] となり（この頃には司会が「コカコーラ・ボトラーズ提供 ザ・ヒットパレード」の掛け声を行った）、土曜19時前半枠へ移動した1969年10月にコカコーラ・ボトラーズとシスコの2社提供となった[10]。
  - なお、番組開始当初はスポンサーが付かず、渡辺プロダクションはノーギャラでタレントを出していた[7]。このスポンサー交替に伴い、男性司会者もミッキー・カーチスから長沢純に交代した。
- 1961年、坂井が結婚によりフジテレビを退社する際、椙山は後任の女性アナウンサーをオーディションで選定したが、椙山が選んだのは豊原であったことにフジテレビは容姿面を理由に難色を示した。しかし、椙山は「可愛くない人間が売れないのであるならば、漫画のサザエさんは売れないはずだ」と逆に一蹴した[7]。
- 生放送で、当時の2インチVTRが録画装置・テープを含めて非常に高価だったこと、資料用のキネコ録画もされなかったことから映像は1本も現存していないとされて来たが、2013年11月27日に発売されたDVDBOX『ザ・タイガース　フォーエヴァー　DVD　BOX－ライヴ＆モア－』にザ・タイガース出演時の一部映像が収録された（『僕のマリー』歌唱シーン　モノクロ）[11] 。なお、1959年公開の日活映画『可愛い花』にこの番組が映るシーンがあるが、キネコか新録かは不明。
  - 2003年12月27日放送『週刊フジテレビ批評特大号』で当番組を紹介した際、復活特番『ポップス20年～ザ・ヒットパレード』の映像は残っておりそれが一部紹介された。
- 初期にはザ・ピーナッツがピーナッツを模したセットに入り込み、番組開始時間と同時にそのセットの中から2人が出てきて「ザ・ヒットパレード」と発してスタートする形態を採っていた。

## ザ・ヒットパレードを題材にした作品

### スペシャルドラマ
渡辺プロ創立50周年プロジェクトの一環として2006年5月26日・27日に2夜連続で、フジテレビ系列にてスペシャルドラマ『ザ・ヒットパレード〜芸能界を変えた男・渡辺晋物語〜』を放送した。渡辺晋役を柳葉敏郎、晋の妻・美佐（現・渡辺プロ会長）役を常盤貴子が演じていた。また、ザ・ピーナッツ役には安倍なつみと麻美が抜擢され、安倍姉妹としては初の姉妹共演であった。他にも『ザ・ヒットパレード』ディレクターだった椙山浩一役をネプチューンの原田泰造が演じるなどキャスティングの面でも話題になり、オープニングシーンも忠実に再現されている。

### ミュージカル
2006年に放送されたスペシャルドラマ（前述）の好評を受け、2007年にはミュージカル『ザ・ヒットパレード〜ショウと私を愛した夫〜』も上演された。ドラマでは渡辺晋の半生を描いたが、ミュージカルでは渡辺晋・美佐夫妻の夫婦愛を柱にした内容。脚本は鈴木聡、演出は山田和也がそれぞれ担当。渡辺晋役は原田泰造、美佐役は戸田恵子がそれぞれ演じたほか、ザ・ピーナッツ役は堀内敬子と瀬戸カトリーヌが演じ、「恋のフーガ」などのヒット曲を劇中で熱唱。クレイジーキャッツ等役のRAG FAIRが渡辺プロタレントの懐かしのヒット曲を披露した。音楽担当は宮川彬良。2007年7月10日から31日まで東京・ル テアトル銀座で公演された。なお、2009年3月5日から25日まで東京（ル テアトル銀座）、4月1日から5日まで大阪（シアターBRAVA!）にて再演された。

## 備考
- 1981年にザ・ヴィーナスが、この番組のオープニングテーマで始まる1960年代ポップスカヴァーのメドレー『THE HIT PARADE』をリリースした。
- オープニングテーマは、1980年 - 1981年に同系列局で放送された『花の金曜ゴールデンスタジオ』のテーマ曲に採用された。さらに、1994年 - 1996年には『タモリのSUPERボキャブラ天国』の「ボキャブラ THEヒットパレード」のタイトルテーマに採用された。
- オープニングテーマは、しばしば替え歌にしたものが他の媒体で使われている。主なところでは『北野ファンクラブ』の亀有ブラザーズのオープニングテーマ、『お笑いの日2022』でのランジャタイ×ダイアン津田のコラボネタ[13]（ゴイゴイスーミュージカル）など、またCMではアサヒビール（現在のアサヒ飲料の部分）の機能性飲料のCMや「志乃ぶ寿司」（現・シノブフーズ）「おにぎりQ」のCM（関西・東海地方でオンエア、歌詞が殆ど同じ）、東芝換気扇の「ひっぱれ」、リクルートのインターネット情報サービス「ポンパレ」のCM､ダイハツ・ミライース(LA300S)のCMなど。また、読売ジャイアンツの私設応援団が1999年頃からチャンステーマとして採用。ファンがオレンジ色のタオル[注釈 2] を振り回しながら応援することで有名になった。最近ではサッカー日本代表・岡崎慎司（元・清水エスパルス。現・レスター・シティFC）のチャントにも使われている。

## ネット局
- フジテレビ
- 札幌テレビ：金曜 22:00 - 22:30（1960年3月4日 - 6月3日） → 木曜 22:00 - 22:30（1960年6月9日 - 7月7日）→ （中断） → 火曜 19:00 - 19:30（1966年10月4日 - 1969年9月30日） → 土曜 13:30 - 14:00（1969年10月11日 - 1970年1月10日） → 火曜 21:00 - 21:30（1970年1月13日 - 3月31日）[14]
  - 北海道放送：日曜 15:00 - 15:30（1963年1月13日 - 1965年2月28日）[15]
- 仙台放送：火曜 19:00 - 19:30（1962年10月 - 1969年9月）→ 土曜 13:30 - 14:00（1969年10月 - 1970年1月10日）→ 火曜 21:00 - 21:30（1970年1月13日 - 3月）[16]
- 新潟放送：水曜 12:15 - 12:45（1966年3月時点）[17]
- 長野放送：火曜 19:00 - 19:30（1969年4月開局時点）[18]→ 土曜 19:00 - 19:30（1969年12月時点）[19]
- テレビ静岡：土曜 19:00 - 19:30（1969年12月時点）[19]
- 富山テレビ：火曜 19:00 - 19:30（サービス放送開始直後の1969年2月18日からネット開始）[20]→土曜 19:00 - 19:30（1969年12月時点）[19]→火曜 21:00 - 21:30[21]
- 石川テレビ：火曜 19:00 - 19:30（サービス放送開始直後の1969年2月11日からネット開始）[22]→土曜 19:00 - 19:30（1969年12月時点）[19]→火曜 21:00 - 21:30[21]
- 福井テレビ：土曜 19:00 - 19:30（1969年12月時点）[19]
- 東海テレビ：火曜 19:00 - 19:30（1968年4月2日時点）[23]→土曜 19:00 - 19:30（1969年12月時点）[19]
- 関西テレビ：土曜 19:00 - 19:30（1969年12月時点）[19]
- 広島テレビ：月曜 18:00 - 18:30（1969年12月時点）[19]
- 西日本放送：火曜 19:00 - 19:30（1969年12月時点）[19]
- テレビ西日本：土曜 19:00 - 19:30（1969年12月時点）[19]
- サガテレビ：土曜 19:00 - 19:30（1969年12月時点）[19]
- テレビ熊本：土曜 19:00 - 19:30（1969年12月時点）[19]
- 沖縄テレビ：土曜 19:00 - 19:30（1969年12月時点）[19]